# Junta Militar de Gobierno (Saga de la Fundación)
La Junta Militar de Gobierno del Imperio fue el gobierno militar que surgió tras el asesinato del emperador Cleón I y que asumió el control de Trántor, y por extensión del Imperio Galáctico. Hacia la Fundación revela que la junta cambió en numerosas ocasiones de jefe, siendo el último el general Tennar. Fue uno de los pocos periodos en que el imperio no tuvo emperador, y su caída se debió a un intento de establezer un impuesto de capitalización general. 

## Antecedentes
Hari Seldon se mantuvo como primer ministro del emperador Cleón I durante toda una década. En 12.038 los miembros de la organización joranumita trataron una conspiración de asesinato contra Hari Seldon. La conspiración se frustró pero, el recién nombrado jefe de jardineros, Mandell Gruber, quien no quería asumir tal puesto, aprovechó la confusión que se formó por la intentona, asesinando al emperador.

## Formación, cohesión y caída
El hijo de Cleón I no le sucedió en el trono, Hari Seldon dimitió del cargo de primer ministro, entregando el poder a la nueva junta militar, formada por varios miembros de la guardia imperial y las fuerzas armadas. La junta mantuvo unido al imperio, aplastando con crueldad toda oposición al régimen. El último líder de la junta, fue el general Tennar, quien aparentemente controlado por su subordinado, el coronel Hender Linn, tenía la ambición de convertirse en emperador y fundar su propia dinastía. Tennar, al igual que antiguos gobernantes, se interesó por la psicohistoria y pidió una entrevista con Hari Seldon. Durante la entrevista Hari Seldon replicó que la psicohistoria aun llevaba a un callejón sin salida, cosa que mosqueo al general. Aun así Hari Seldon consiguió confundir al general y emprender uno de los primeros experimentos en psicohistoria, consiguiendo que el líder militar pusiera en vigor un impuesto fijo e igual para todos los individuos. Posteriormente este impuesto crearía un malestar social que provocaría la caída de la junta militar, el surgimiento de la Comisión de Seguridad Pública y la restauración de la autoridad imperial en el tercer primo por via materna de Cleón I, el emperador Agis XIV.
- Datos: Q28517219